# West Linton
West Linton, schottisch-gälisch: Liontan Ruairidh, ist eine Ortschaft am Nordwestrand der schottischen Council Area Scottish Borders beziehungsweise in der traditionellen Grafschaft Peeblesshire. Sie liegt rund elf Kilometer südwestlich von Penicuik und zwölf Kilometer nordwestlich von Peebles vor der Ostflanke der Pentland Hills. Durch West Linton fließt das Lyne Water.

## Geschichte
Bis in das 12. Jahrhundert hieß West Linton Lyntoun Roderyck. Es wurde zunächst in Lintoun umbenannt und schließlich im 19. Jahrhundert zu West Linton. Es zählt zu den ältesten bekannten Marktorten in Schottland und war insbesondere für seine Schafmärkte bekannt. Im 17. Jahrhundert wurden in der Umgebung Silber und Blei abgebaut. Unter dem Laird John Gifford wurde außerdem das Steinmetzhandwerk gefördert. In der unregelmäßig gestalteten Altstadt finden sich zahlreiche Steinmetzarbeiten, insbesondere aus dem 18. und 19. Jahrhundert. Bekannt ist das Gifford’s Stone House.
John Stewart, 1. Earl of Traquair installierte West Linton für eine kurze Zeit als Burgh of Regality. Zu dieser Zeit stellte es einen regionalen Verkehrsknotenpunkt dar und stand in engem Kontakt zu den Herren von Dalkeith House.
Nachdem im Laufe des 19. Jahrhunderts höchstens 514 Personen in West Linton gezählt wurden, war die Zahl bis 1961 auf 667 angestiegen. Seitdem ist ein stetiger Anstieg der Einwohnerzahl zu verzeichnen. Im Rahmen der Zensuserhebung 2011 wurden in West Linton 1547 Einwohner gezählt.

## Verkehr
Im Westen passiert die von Edinburgh nach St John’s Town of Dalry führende A702 West Linton und schließt die Ortschaft an das Fernverkehrsstraßennetz an. Wenige Kilometer östlich besteht Anschluss an die A701 (Edinburgh–Dumfries). In den 1860er Jahren erhielt West Linton einen zeitweise als Broomlee bezeichneten Bahnhof entlang der Leadburn, Linton and Dolphinton Railway, einer Nebenstrecke der Peebles Railway zwischen Edinburgh und Peebles. In den 1930er Jahren wurde die Strecke jedoch aufgelassen.